# Rickera sorpta
Rickera sorpta är en bäcksländeart som först beskrevs av James George Needham och Peter Walter Claassen 1925.  Rickera sorpta ingår i släktet Rickera och familjen rovbäcksländor. Inga underarter finns listade i Catalogue of Life.